# Mohammedia
Mohammedia (in arabo المحمدية‎?, al-Muḥammadīya; in berbero: ⵍⵎⵓⵃⵎⵎⴰⴷⵉⵢⴰ, Lmuḥmmadiya) è una città portuale del Marocco, a circa 25 km a nord di Casablanca.
La città è anche conosciuta come Muḩammadīyah.

## Storia
La città, che precedentemente si chiamava Fedahla (in arabo فضالة‎?; in berbero: ⴼⴹⴰⵍⴰ; in francese: Fédala), fu ribattezza nel 1959 Mohammedia in onore del re Mohammed V.

## Infrastrutture e trasporti
La città è servita dalla stazione di Mohammedia.

## Sport

### Calcio
La principale squadra cittadina è il Chabab Mohammedia, vincitrice di un campionato e due coppe nazionali. Altra squadra di importante tradizione è l'US Mohammédia, con varie partecipazioni al massimo campionato marocchino.